# Florindo (Händel)
Florindo (Der beglückte Florindo, HWV 3) è la terza opera composta da Georg Friedrich Händel in tre atti su richiesta di Reinhard Keiser, il direttore dell'Opera di Amburgo. La prima fu eseguita all'Opera di Amburgo nel gennaio 1708 (dopo che Händel era già partito per l'Italia). Fu diretta con tutta probabilità dal clavicembalista Johann Christoph Graupner.

## Storia
L'opera era la prima parte di un'opera doppia, con la seconda parte, Die verwandelte Daphne, che avrebbe dovuto essere eseguita la sera successiva.  Keiser inserì una commedia in basso tedesco, chiamato il matrimonio buffo, all'interno dell'opera, per paura che il pubblico altrimenti si sarebbe stancato. Händel non ne fu contento, secondo Romain Rolland. Ci sono pervenuti soltanto alcuni frammenti della partitura, ma una copia del libretto è conservata presso la Library of Congress.
Il libretto era di Hinrich Hinsch, un avvocato, che scrisse anche il testo per la prima opera di Keiser ad Amburgo: Mahumet II (1696), basato sulla vita di Maometto II. Hinsch aveva scritto libretti fin dal 1681. Morì nel 1712.